# Карпатска Русија
Појам Карпатска Русија (укр. Карпатська Русь), или Поткарпатска Русија (слч. Podkarpatská Rus), је вишезначни историјски хороним (обласни назив) који у најширем значењу обухвата све источнословенске просторе око планинског венца Карпата. У свом ужем значењу, појам се односи првенствено на области са унутрашње (југозападне) стране карпатског лука, које су у периоду између два светска рата припадале тадашњој Поткарпатској Русији (аутономна област у саставу Прве чехословачке републике), а данас се налазе у саставу украјинске административне јединице која носи назив: Закарпатска област.
Поред свог основног облика, појам Карпатска Русија се у изворима и литератури на разним словенским и страним (несловенским) језицима јавља и у неким другим облицима, који имају приближна, додатна или ужа значења, што представља посебан терминолошки изазов, пошто су неки од тих појмова током историје постали предмет разних расправа и спорова. То се у првом реду односи на егзонимски (страни) појам Карпатска Рутенија, који се у литератури на страним језицима употребљава у склопу ширих настојања да се сви ендонимски (изворни) обласни називи, који су изведени из руског имена, замене називима изведеним из појма Рутенија.

## Термнологија
Услед преплитања различитих етничких, језичких, религијских и политичких традиција и претензија, простори на које се односи појам Карпатска Русија имају веома сложену терминолошку историју, на шта се надовезује и низ специфичних проблема који проистичу из употребе различитих појмова за означавање просторног положаја одређених области у односу на карпатски масив.
Ради ближег означавања појединих карпатских области, на основну (карпатску) одредницу су током историје додавани разни афикси, што је довело до стварања посебних назива за уже области, које су уз мноштво недоследности и преплитања означаване као: докарпатске, закарпатске, поткарпатске, преткарпатске или прикарпатске. Тако су поред основног израза (Карпатска Русија) настали и поједини специфични изрази, као што су: Закарпатска Русија, Поткарпатска Русија, Прикарпатска Русија (и други слични називи, који се употребљавају за ближе означавање разних ужих области).
Пошто је избор одговарајућег афикса по правилу одражавао локално схватање положаја одређене области у односу на карпатски масив, поменути хороними (обласни називи) су добили вишеструка значења, што представља специфичност карпатско-руске, односно русинске хоронимије (скуп назива за западноруске и потоње русинске области у окружењу карпатског горја).
У зависности од тога да ли се угао посматрања налази са унутрашње (југозападне) или спољашње (североисточне) стране карпатског венца, разликују се две терминолошке групе: 
- Посматрано из источнословенске, а такође и из пољске перспективе, области са североисточне (спољашње) стране карпатског планинског лука налазе се "испред" Карпата, па се стога означавају као преткарпатске (укр. Передкарпаття) или поткарпатске области (пољ. Podkarpacie), док се области са југозападне (унутрашње) стране карпатског планинског венца налазе "иза" Карпата, па се стога означавају као закарпатске области (укр. Закарпаття).

- Супротно томе, а посматрано из чешког, словачког и мађарског угла, перспектива је потпуно обрнута, тако да се области са унутрашње (југозападне) стране карпатског венца означавају као преткарпатске или поткарпатске, док се оне са спољашње (североисточне) стране карпатског лука означавају као закарпатске. Мађарски појам Карпатаља (мађ.  / дословно: карпатско подножје) значи Поткарпатје, а означава подручје са унутрашње стране карпатског лука. Поткарпатска одредница има исти смисао и у чешкој, односно словачкој терминологији, која је 1919. године озваничена у називу Поткарпатска Русија (чеш. и слч. Podkarpatská Rus).[8]

## Историја
Већ током раног средњег века, власт Кијевске Русије допирала је према западу све до Карпата, који су представљали природну границу према суседној Угарској. Током 11. века, угарски краљеви су учврстили своју власт над суседним областима са унутрашње стране карпатског планинског лука, покоривши тамошње источнословенско становништво, које је живело на прикарпатским просторима у горњем сливу реке Тисе. У средњовековним угарским изворима, то становништво је означавано истим терминима као и остало староруско становништво са друге стране Карпата.
За то време, почевши од друге половине 11. века, на западним (прикарпатским) подручјима Кијевске Русије у средњем и горњем току реке Дњестра створено је неколико мањих удеоних кнежевина, које су средином 12. века обједињене у јединствену Галичку кнежевину. Недуго потом, већ крајем 12. века, на галичким и суседним волинским просторима створена је јединствена Галичко-волинска држава, чији су се владари називали кнежевима, а потом и краљевима Русије. Та прикарпатска западноруска држава је средином 14. века потпала под пољску власт.

### Између пољске и хабзбуршке власти
Након успостављања власти над руским областима на североисточној страни Карпата, пољски краљеви су почели да се називају и господарима дела руске земље, а та област је такође означавана и као Црвена Русија (лат. Russia Rubra). Пољска круна је 1434. године на истом прикарпатском простору установила и посебно Руско војводство (пољ. Województwo ruskie), које је под тим именом постојало током наредна три ипо века, све до краја пољске власти (1772).
За то време, суседне области са унутрашње (угарске) стране карпатског лука су током 16. века, заједно са осталим областима Краљевине Угарске, ушле у састав Хабзбуршке монархије, која је 1772. године, након Прве поделе Пољске, овладала и највећим делом дотадашњег пољског Руског војводства. На том простору је створена хабзбуршка Краљевина Галиција и Лодомерија, која је потом била у саставу Аустријског царства (1804-1867) и Аустроугарске монархије (1867-1918).
Током 19. века, источнословенско становништво у североисточним областима Угарске нашло се на удару мађаризације. На мађарском језику, угарско подручје у подножју Карпата је називано Карпатаља (мађ.  / дословно: карпатско подножје) што значи Поткарпатје.
У исто време, у суседним (галичким) областима са друге стране Карпата, хабзбуршке власти су спроводиле политику строгог надзора над источнословенским становништвом, које је гајило симпатије према царској Русији. У руским спољнополитичким плановима, хабзбуршка власт над некадашњим најзападнијим деловима Кијевске Русије сматрана је окупацијом, а те области су у руској политичкој терминологији означаване као Загранична Русија.

### Савремено доба, након 1918. године
Непосредно по завршетку Првог светског рата (1914—1918) дошло је до распада Аустроугарске и стварања Мађарске Народне Републике, која је у децембру 1918. године признала стварање Русинске Крајине као аутономне области под мађарским суверенитетом.
За то време, на просторима дотадашње аустријске Галиције дошло је до проглашења независне државе која је крајем 1918. године названа: Западноукрајинска Народна Република. Тиме је појам Украјина, који је изворно поникао у удаљеним дњепарским подручјима на истоку, по први пут у историји протегнут на западна подручја некадашње Кијевске Русије, односно на матична подручја староруске Галичко-волинске кнежевине. Иако је тај простор чак и за време пољске власти (од 14. до 18. века) био организован као Руско војводство, та област је крајем 1918. године преименована у Западну Украјину, која је пропала већ током лета 1919. године, а њено подручје је запосела Пољска.
У међувремену, савезничке силе су подржале чехословачки план о запоседању и прикључењу Русинске Крајине, што је и потврђено и Сенжерменским мировним споразумом који је склопљен 10. септембра 1919. године. У саставу чехословачке државе, то подручје је било организовано као аутономна област под називом: Поткарпатска Русија.
Током међуратног раздобља, из тадашње Совјетске Украјине је вођена пропагандна кампања против русинског националног идентитета и обласног назива Поткарпатска Русија (Русинија). Када су чехословачке власти одлучиле да Поткарпатској Русији доделе виши степен аутономије (1938), локални заговорници про-украјинске политике су без сагласности централних државних власти у Прагу почели да промовишу обласни назив Карпатска Украјина. Крајем 1938. године, локални про-украјински прваци су самостално прогласили промену обласног назива, али тај чин није добио званичну потврду државних власти. Каснији покушај проглашења независности "Карпатске Украјине" завршио се потпуним колапсом и окупацијом читаве области од стране Мађарске у марту 1939. године.
Након избијања Другог светског рата и пропасти суседне Пољске у јесен 1939. године, источни делови дотадашњег пољског државног подручја су запоседнути од стране Совјетског Савеза. Том приликом, прикарпатске (галичке) области су ушле у Совјетске Украјине, након чега је на тим просторима покренута кампања свеопште украјинизације. Недуго потом, након немачког напада на СССР (1941), целокупно галичко подручје је окупирано од стране немачких трупа,а затим је у оквиру Трећег рајха организовано као окупациони "Дистрикт Галиција" (1941—1944).
Током јесени 1944. године, све карпатске области је ослободила Црвена армија. Иако је СССР желео да прикључи читаву област бивше Поткарпатске Русије, то није могло бити учињено одмах, због поштовања чехословачког државног суверенитета, који није оспораван званично, али је на терену већ крајем 1944. године организовано стварање привремених органа "Закарпатске Украјине" са циљем укључивања те области у састав СССР. Средином 1945. године, постигнут је међудржавни споразум, којим је Чехословачка препустила читаву област Совјетском Савезу. У јануару 1946. године, на том подручју је створена Закарпатска област, у саставу Совјетске Украјине. Потом је уследио нови талас украјинизације, који се заснивао на принудном затирању русинског националног идентитета.
Након распада Совјетског Савеза и стварања независне Украјине (1991) дошло је до обнове политичких захтева за аутономијом карпатских области и признавањем пуне националне равноправности Русина, чему се противе украјинске државне власти.

## Географија
У географском смислу, шири простор Карпатске Русије дели се на две компактне области. Прва лежи са унутрашње (југозападне) стране Карпата и обухвата подручја у горњем поречју Тисе. На западу границу ствара река Хорнад и Попрад, а простор обухвата и крајни севеоисточни руб Панонске низије. Данас ова област највећим делом припада Украјини (Закарпатска област), а мањи делови улазе у састав суседних држава: Пољске, Словачке, Румуније и Мађарске. У ширем значењу, Карпатска Русија обухвата и суседну (прикарпатску) област са друге стране планинског венца, а њену североисточну границу описује горњи ток реке Дњестар, док према западу обухвата и историјску област која је позната као Лемковина (обухвата пограничне области на данашњој пољско-словачкој граници).
Карпатска Русија обухвата и северни део историјске области Мармарош. Људи у овим областима се већином баве пољопривредом. Највећи градови су Ужгород, Мукачево, Хуст и Берегово. Током историје, Карпатска Русија је увек била већински насељена Источним Словенима. То је етнички разнородан простор, који данас настањују: Украјинци, Русини, Мађари, Словаци, Румуни, Бугари и Руси. 